# Dysganus encaustus
 Dysganus encaustus es una especie y tipo dudosa del género Dysganus extinto de dinosaurio ornitópodo ceratopsiano, que habitó a finales del período Cretácico, hace aproximadamente entre 75 millones de años en el Campaniense, en lo  que es hoy América del Norte. Este dinosaurio está basado solamente en un diente. 
Es la especie tipo y fue descrita por Cope en 1876 está basada en un solo espécimen de diente catalogado AMNH 2479, media docena de dientes de Dog Creek, seis kilómetros al este del río Judith, en el condado de Fergus, Montana. Es una capa de la Formación Judith River que data del Campaniense. Cope pensó que eran los dientes de Hadrosauridae, pero luego se hizo evidente que son los dientes de Ceratopsidae , un grupo que Cope no conocía en ese momento. Uno de los dientes es de un miembro de los Tyrannosauridae.